# Ruperto Chapí
Ruperto Chapí y Lorente (ur. 27 marca 1851 w Villenie, zm. 25 marca 1909 w Madrycie) – hiszpański kompozytor, współzałożyciel Sociedad General de Autores y Editores (Hiszpańskie Towarzystwo Autorów i Wydawców).

## Życiorys
Urodził się w Villenie, był synem Fryzjera z Walencji. Szkolił się w rodzinnym mieście i Madrycie. Napisał wiele symfonii, utworów chóralnych i kameralnych, a także zarzuele i opery, stając na równi z Tomásem Bretónem i Emilio Arrietą w Konserwatorium w Madrycie. Był jednym z najpopularniejszych i najważniejszych kompozytorów swoich czasów. Pisał zarzuele we wszystkich możliwych kształtach i rozmiarach począwszy od jednoaktowej formy género chico a skończywszy na trójaktowych zarzuela grande. Do jego najbardziej znanych prac zalicza się La revoltosa napisana w pierwszym z wymienionych stylów. Często preludia do jego zarzueli są wykonywane osobno, jako samodzielne dzieła.
Zmarł w Madrycie w 1909 roku.

## Dzieła przeznaczone na orkiestrę
- Sinfonía en Re (Symfonia D-dur) – 1879[1][2]
- Fantasía Morisca (1873/1879)
- Combate de Don Quijote contra las Ovejas – Scherzo (1869)

## Ważniejsze zarzuele i opery

### Zarzuele
- Música clasica, jednoaktowa (1880)
- La tempestad, trójaktowa (1882)
- La bruja, trójaktowa (1887)
- El milagro de la Virgen, trójaktowa (1884)
- El rey que rabió, trójaktowa (1891)
- Curro Vargas, trójaktowa (1898)
- El tambor de granaderos, jednoaktowa (1894)
- La revoltosa, jednoaktowa (1897)
- La chavala, jednoaktowa (1898)
- El barquillero, jednoaktowa (1900)
- El puñao de rosas, jednoaktowa (1902)
- La venta de Don Quijote, jednoaktowa (1902)
- La patria chica, jednoaktowa (1907)

### Opery
- Margarita la tornera, trójaktowa opera (1909)